# Brezovské Karpaty
Brezovské Karpaty jsou jedním ze čtyř podcelků Malých Karpat. Celé území tvoří Dobrovodská kotlina s typickým vápencovým krasem – Dobrovodský kras (místní název Dlouhé skály). Nejvyšším bodem Brezovská Karpat je vrch Klenová – 585 m n. m. Pro turisty je zajímavá např. Netopýří jeskyně, nacházející se na turistickém chodníku. Mezi další vrchy o nadmořských výškách nad 500 metrů, které jsou svým tvarem a geologickým složením podobné, patří Vrátno (576 m), Vysoká hora (558 m), Čerička (539 m), Úval (537 m) či vrch Kopec (525 m) při Košariskách. Zajímavý je také vrch Ostriež (370 m n. m.), který voda odtrhla od Malých Karpat (v minulosti bylo uvažováno o jeho sopečném původu). Patří sem i okolí obce Dobrá Voda, jejíž zřícenina hradu se nachází v přírodní rezervaci Slopy. Dalším zajímavým místem je přírodní rezervace Katarínka (severně od obce Naháč, jižně od obce Dobrá Voda), kde najdeme zříceninu Kláštera svaté Kateřiny (též. Kostel a klášter svaté Kateřiny Alexandrijské, hovorově Katarínka), a nedaleko od ní dochovaných pár metrů dlouhé historické úzkorozchodné železničky, kterých bylo kdysi v okolí hodně. V Brezovských Karpatech se v roce 1944 organizoval a bojoval partyzánský oddíl Jana Repti. Na jeho počest a památku byl v lokalitě Dvoly vystaven památník SNP.

## Poloha
Brezovské Karpaty se rozprostírají ze severovýchodu od obce Prašník, dále jižně od obcí Košariská a Brezová pod Bradlom (okres Myjava), západní straně od obcí Hradište pod Vrátnom, Jablonica a Cerová – kde hraničí se Záhorskou nížinou. Z jihovýchodní strany se dostaneme např. k obci Chtelnica. Jihozápadně se nacházejí obce Trstín či Buková (okres Trnava) – hranici tvoří horské sedlo Bílá hora spojující města Senica a Trnava. Uprostřed Brezovských Karpat najdeme obec Dobrá Voda (okres Trnava), nacházející se v Dobrovodské kotlině a ze všech stran ohraničené kopci.

## Přírodní rezervace (PR)
Celé území Brezovských Karpat spadá pod CHKO Malé Karpaty. Nachází se zde řada menších přírodních rezervací vyhlášených hlavně díky jedinečným lesním bylinám. Největší PR Slopy, v níž se nachází i zřícenina hradu, se nachází pod vrchem Slope ( 432 m) při Dobré Vodě. Východně od obce Dobrá Voda najdeme PR Vyvieračka pod Bachárkou, odkud nepravidelně vyvěrá voda. U obce Prašník najdeme PR Čerenec, PP Veľká pec, PR Malá Pec – se dvěma malými jeskyněmi (vrch Malá Pec – 392 m n. m.), PR Orlie skaly (vrch Dúbrava – 433 m n. m.). Při Brezové se v Karpatech nachází jediná PR – Ševcova skála (orig. Ševcech) z důvodu ochrany prvosenky holé. Po východní straně obce Jablonica PR Zrubárka, mezi obcemi Jablonica a Dobrá Voda, uprostřed Brezovských Karpat se nachází PR Ľahký kameň. Okolí zříceniny Kláštera svaté Kateřiny, severně od obce Naháč, tvoří PR Katarína. Dále z jižní strany Brezovských Karpat najdeme ještě PR Chríb, PR Lančársky Dubník (vrch Dubník – 297 m n. m.), a mezi obcemi Dolný Lopašov a Chtelnica PR Pod Holým vrchom.

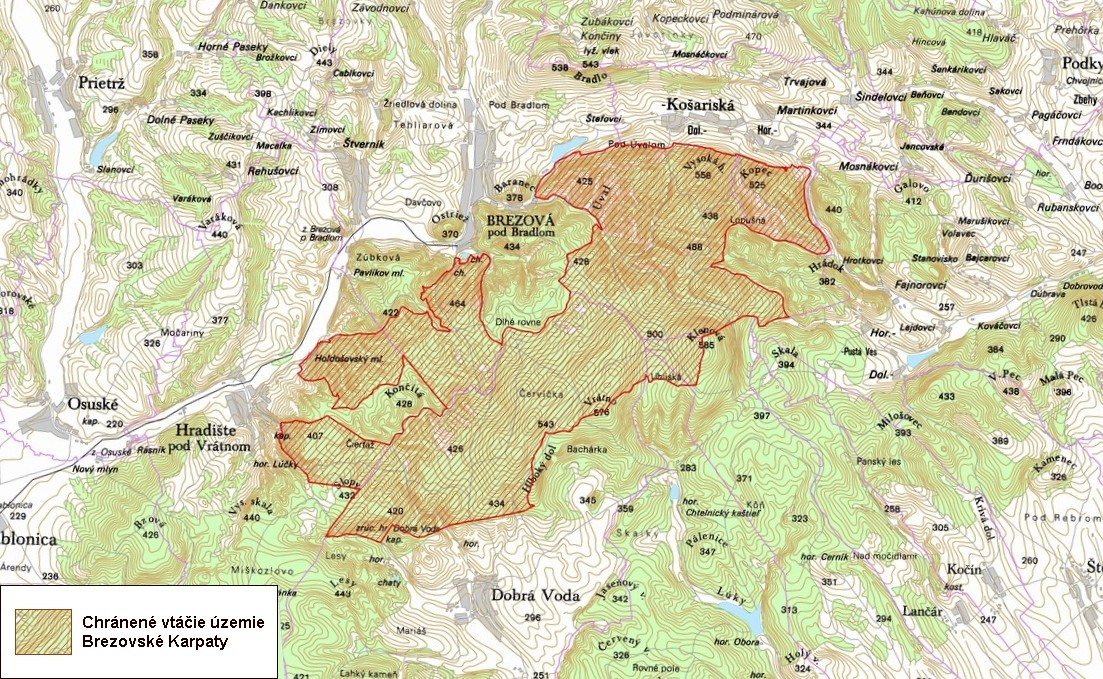
Chráněné ptačí území Brezovské Karpaty

Součástí je také chráněné ptačí území Brezovské Karpaty s rozlohu 2 671 ha procházející katastrálními územími Brezová pod Bradlom, Dobrá Voda, Dolný Lopašov, Hradište pod Vrátnom, Chtelnica a Košariská.

## Rostlinstvo a živočišstvo
Lesy Brezovských Karpat tvoří většinou listnaté stromy jako dub, buk, bříza či olše. Na slunných jižních stráních kvete zákonem chráněný koniklec velkokvětý, prvosenka holá, konvalinka vonná. V jarních měsících ve vyšších polohách roste česnek medvědí. Hluboko v horách a na lesních loukách můžeme vidět srnčí a jelení zvěř, divoká prasata, jezevce či lišky. V 50. letech dvacátého století byly v dané lokalitě vysazeni mufloni, kteří se postupem času rozmnožili a přešli i do jiných částí Malých Karpat. V skalnatých útvarech hnízdí káně lesní, jestřáb lesní, sokol stěhovavý, krkavec černý, výr velký a jiné.

## Galerie

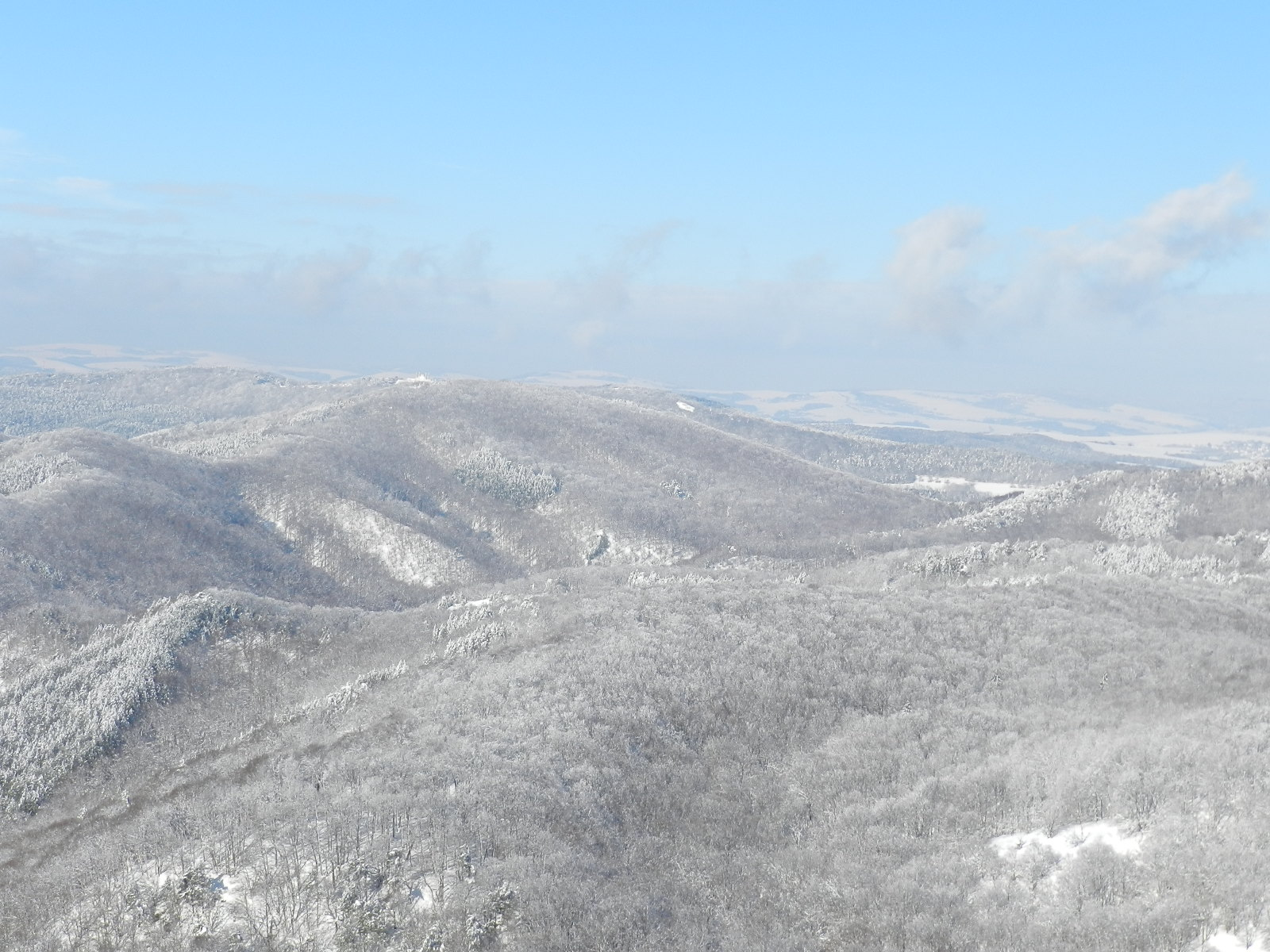
Pohled z Klenovej na Brezovské Karpaty, v pozadí je Myjavská pahorkatina (Bradlo)
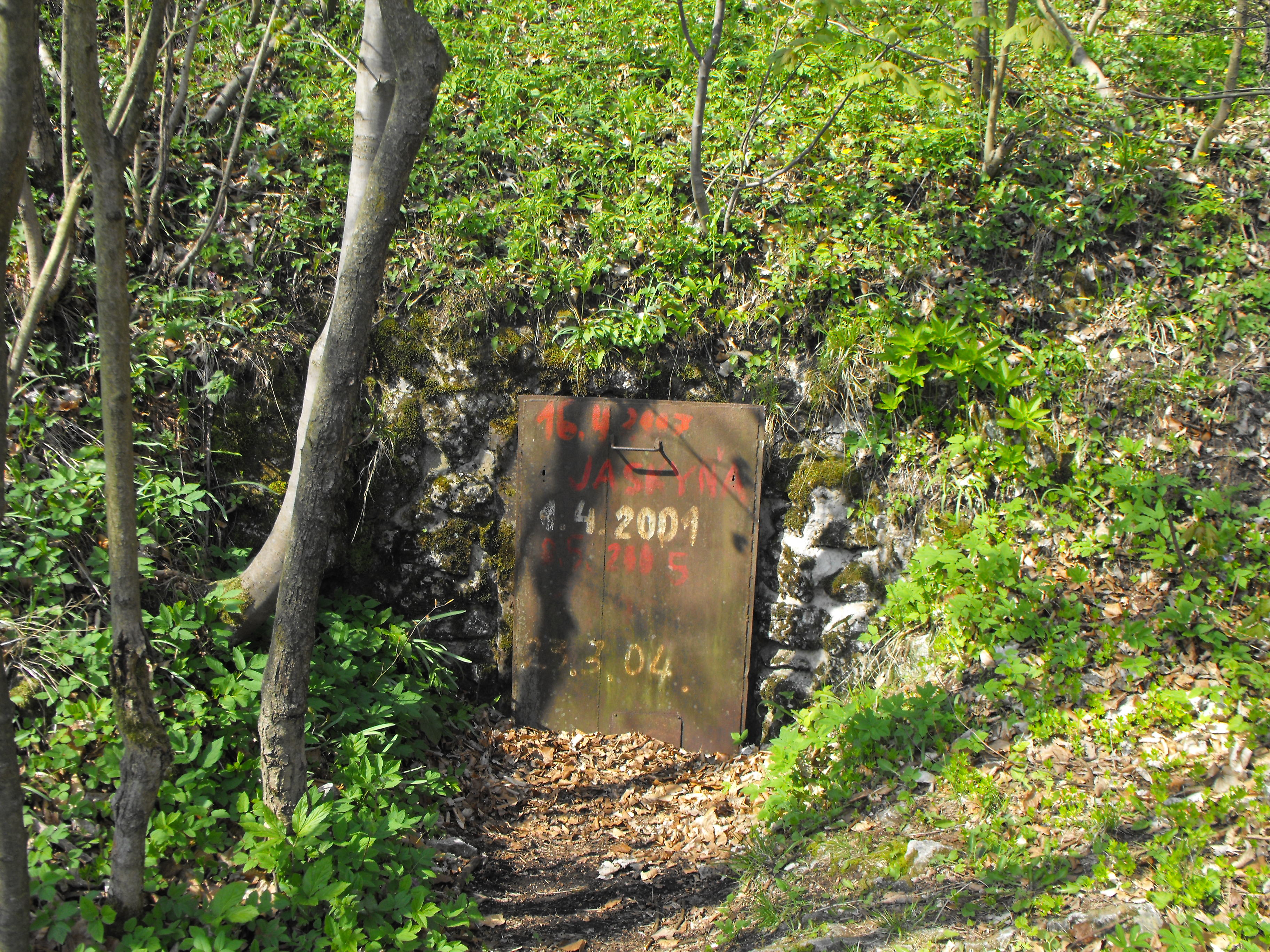
Jeskyně Klenová – nachádzí se na turistickém chodníku procházejícím sedlem Klenovej
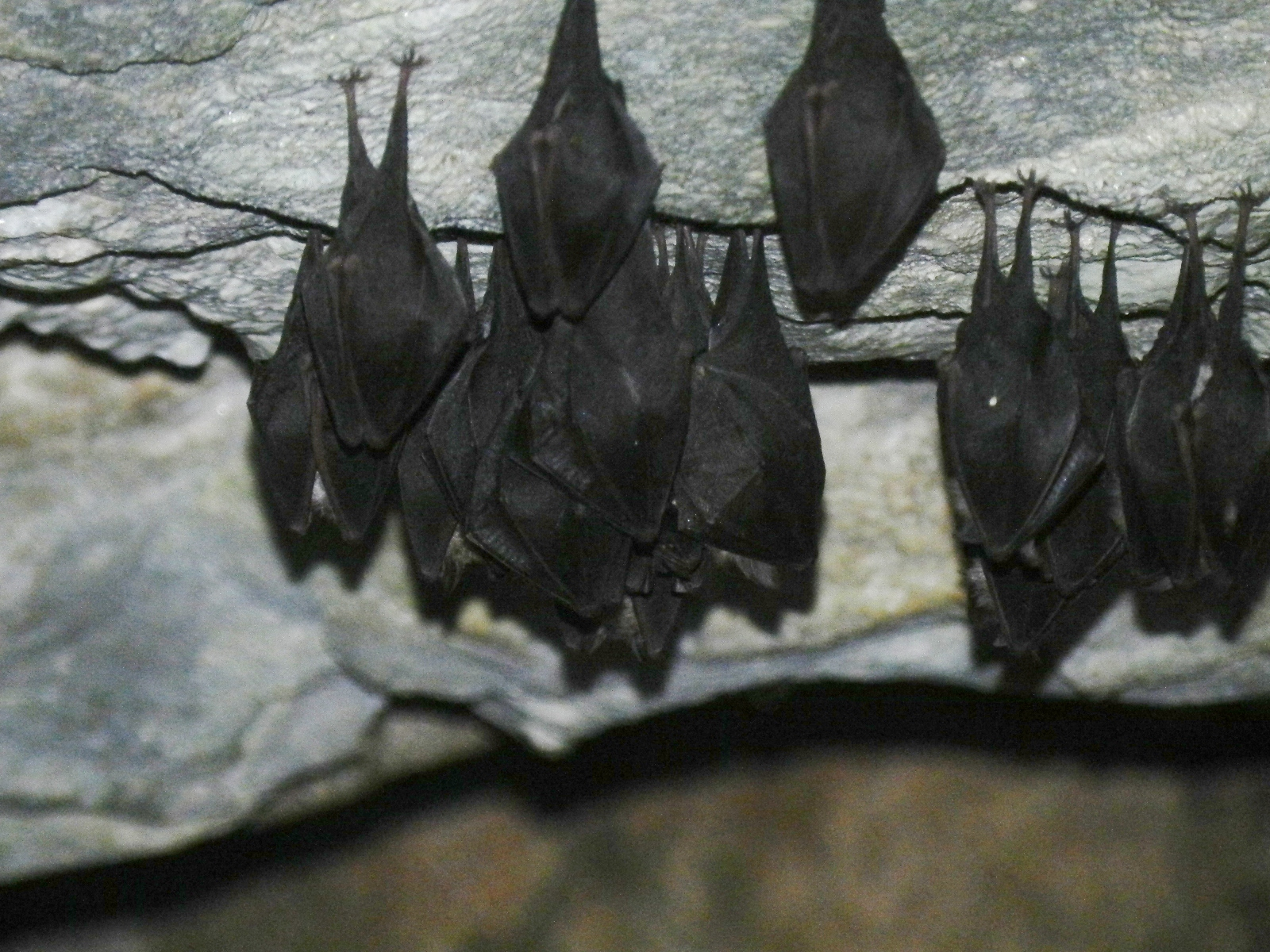
Netopýři v klenovské jeskyni
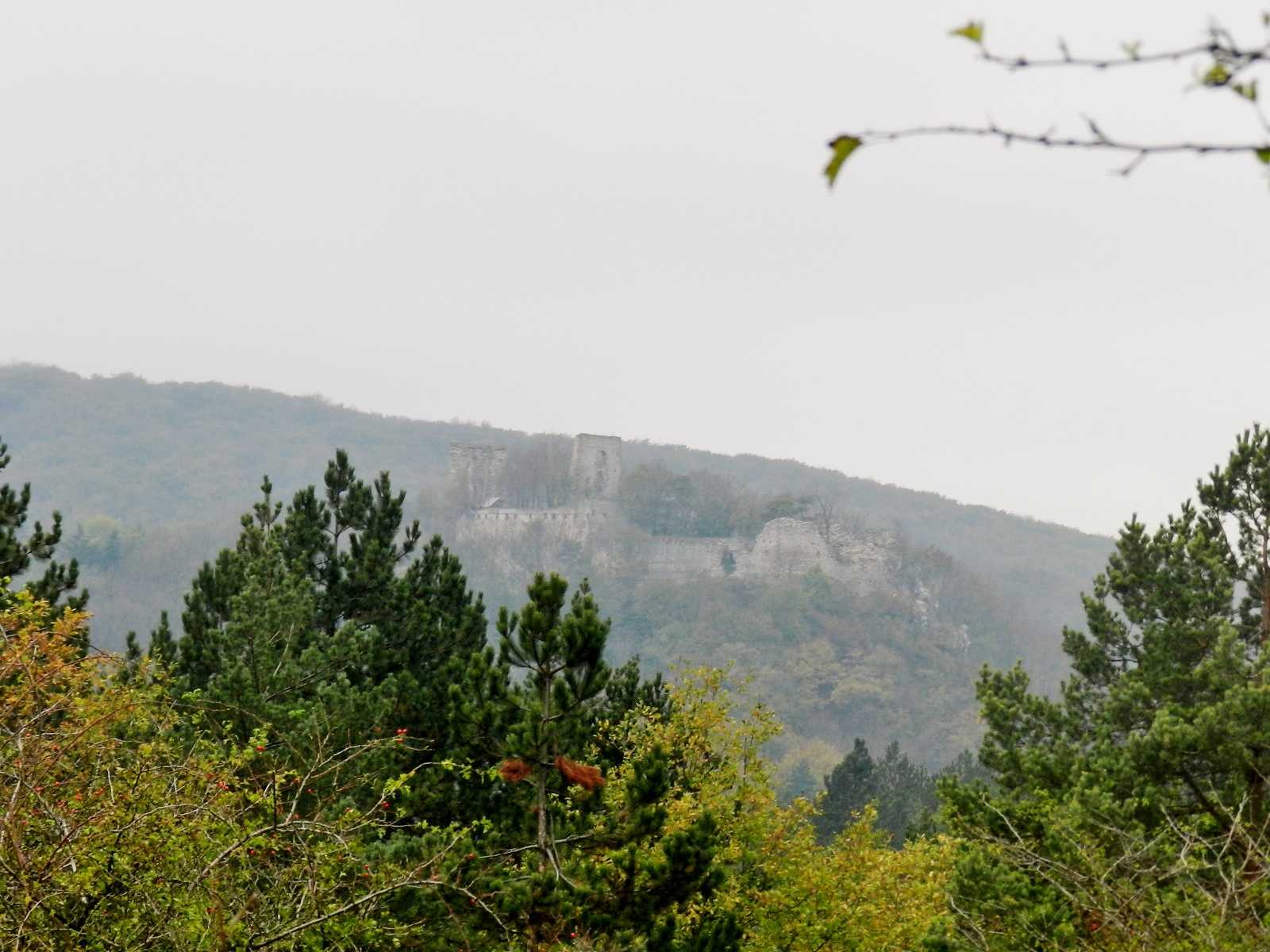
Hrad Dobrá Voda
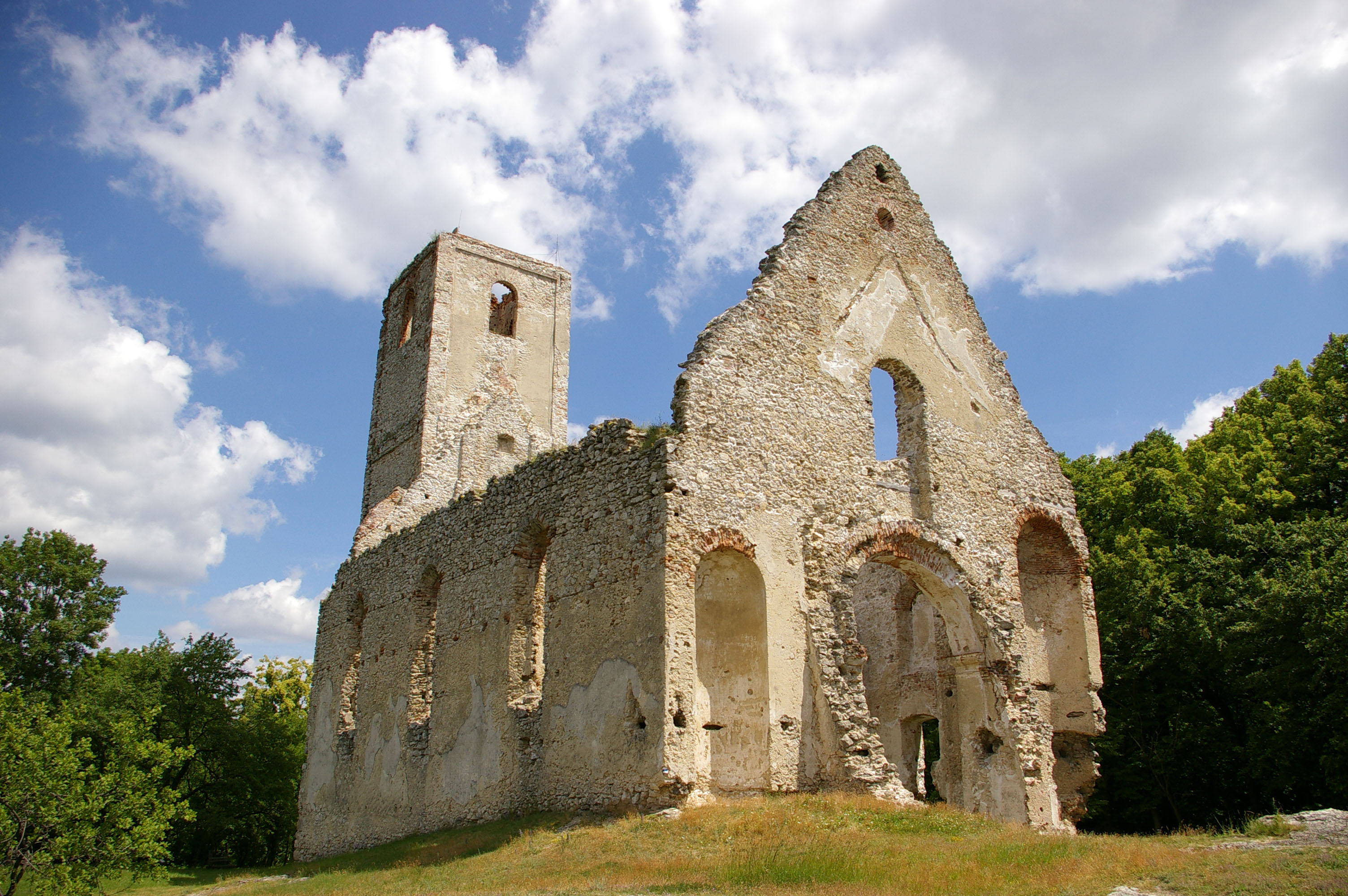
Katarínka, ruina kostela